# Anaplectoides delineata
Anaplectoides delineata là một loài bướm đêm trong họ Noctuidae.